# والدشتتن
والدشتتن (به آلمانی: Waldstetten) یک شهر در آلمان است که در استالبکرایس واقع شده‌است.

## خواهرخوانده
شهرهای فرانکنبلیک و Malzéville خواهرخوانده‌های والدشتتن هستند.